# Enzo Miceli
Enzo Miceli (Palermo, ...) è un produttore discografico, compositore, musicista regista e arrangiatore italiano.

## Biografia
Il percorso artistico di Enzo Miceli ha inizio negli anni settanta quando vince come cantautore un primo premio presso il Teatro Biondo di Palermo. Vivendo a Gela, dove risiede la sua famiglia, incontra il paroliere e compositore Gaetano Lorefice, che scrive i testi dell'album “Chaea” dal quale è tratto il singolo Eduardo, dedicato ad Eduardo De Filippo. Personalità eclettica, opera come autore, compositore, musicista, arrangiatore, e poi ancora quale produttore artistico-musicale e discografico, nella scena musicale italiana.
Le partecipazioni al Festival di Sanremo iniziano dal 1991 con la canzone La donna di Ibsen scritta con Gaetano Lorefice, e cantata da Irene Fargo, che si classifica al 2º posto nella categoria "Nuove proposte". Nel 1992 partecipa ancora al Festival di Sanremo con la canzone Come una Turandot, cantata da Irene Fargo, che si classifica nuovamente al 2º posto nella categoria Nuove proposte.
Nell'anno 1994 Enzo Miceli è colui che presenta Daniele Silvestri al Festival di Sanremo con il brano “L'uomo col megafono”, di cui cura anche l'arrangiamento. La canzone ottiene il Premio Volare per il miglior testo letterario quale premio speciale da parte della critica specializzata. Nel 1994, per Daniele Silvestri, produce l'album d'esordio del cantautore pubblicato nell'estate del 1994 dalla Dischi Ricordi, il cui primo singolo, Voglia di gridare, permette al cantautore di partecipare a Sanremo Giovani e da lì al Festival. Enzo Miceli vi collabora anche quale musicista alla tastiera, chitarra ritmica e cori. Dall'album, con il brano “Le cose in comune” vince, assieme a Daniele Silvestri, il Premio Tenco, il più prestigioso premio italiano in ambito musicale, come migliore canzone di quell'anno.
Da sempre attratto da tutto ciò che artisticamente lo stimola, tende a considerare la commistione artistica come una condizione essenziale e necessaria all'evoluzione di qualsiasi forma d'arte, ecco che nel 1997 si rivolge al teatro e dirige in Rocco Papaleo e Daniele Silvestri in “Rosso fiammante bloccato neve dubbi vetro tesi infinito”, uno spettacolo teatrale al Teatro Parioli di Roma, nel quale coesistono musica rock, teatro e improvvisazione. Nel 1999, non solo come produttore ed arrangiatore ma anche come compositore, assieme a Daniele Silvestri, con il brano rock-psicheledico “Aria”, riceve il premio della Critica "Mia Martini" e quello per il miglior testo. Nell'anno 1999 fonda una sua etichetta discografica indipendente attraverso la quale produce e promuove musica indie. I casting avvengono dapprima nella sua città di adozione, Brescia, poi a Firenze, e quindi a Gela ed inizia così la sua attività di scouting della scena musicale italiana, dando vita al Panama-LTM Libero-Territorio Musicale.
I Giuliodorme, band rock underground, sono tra le prime scoperte di Enzo Miceli, e per la produzione dell’opera prima della band nel 2002, Venere, Miceli viene premiato agli Italian Music Awards come “Miglior produttore italiano”. Nel 2002, Miceli ha la sua consacrazione come arrangiatore, produttore e musicista con il brano electro-rock presentato al Festival di Sanremo con Salirò, cantata sempre da Daniele Silvestri, che seppur si classifica quattordicesimo ottiene ancora una volta il premio della Critica "Mia Martini". La canzone, si aggiudica poi quattro premi all'Italian Music Awards di cui due, per il miglior arrangiamento e miglior produttore. Nell'anno 2003 la canzone “Il mio nemico” brano contenuto nel medesimo album, di Daniele Silvestri, e che affronta il tema della guerra vince nell'ambito di Voci per la libertà - Una canzone per Amnesty, il premio Amnesty International Italia. Il brano manterrà la sua valenza culturale nel tempo, e verrà inserito nella colonna sonora del film Viva l'Italia, di Massimiliano Bruno, del 2012.
Nel 2004 produce e registra Livre trânsito, disco live sempre di Silvestri il cui inedito è “Kunta Kinte” firmato con Frankie hi-nrg mc. Il brano affronta il tema della schiavitù affermando ancora una volta la volontà di Miceli di produrre musica determinandone “senso e motivo”. Questo lavoro trova la sua degna conclusione in un concerto a Maputo in Mozambico in favore della “Campagna di solidarietà Roma-Maputo Andata e Ritorno”. Miceli non disdegna l'intento educativo, e non perde l'occasione, nel 2004, di partecipare, a Giffoni, sempre con Daniele Silvestri, al Giffoni Music Concept, incontrando sul palco del Pow Wow i ragazzi della giuria del Music Concept, titolo dell'incontro: “Il dado è tratto! Come nascono e si realizzano le canzoni”.
Nel 2007 produce ancora per Silvestri l'album Il latitante il cui primo singolo “Mi persi”, canzone che fa parte della colonna sonora del film Notturno bus, con Valerio Mastandrea e Giovanna Mezzogiorno, viene premiata con un David di Donatello per la miglior canzone originale. Nello stesso album è contenuto il brano “La Paranza” prodotto e arrangiato sempre da Enzo Miceli e composto insieme a Daniele Silvestri, che arriva quarto al Festival di Sanremo. Sempre attento alle tematiche sociali produce dallo stesso album Il latitante il terzo singolo , intitolato Gino e l'Alfetta, che è stato adottato come inno ufficiale del Gay Pride 2007 tenutosi a Roma.
Nel 2008 esce la raccolta di Daniele Silvestri Monetine, doppio album con DVD per il quale Enzo Miceli collabora quale regista del videoclip Monetine. Nel 2009 “Sabbia e Sandali” brano composto e interpretato da Daniele Silvestri e dallo stesso Enzo Miceli viene scelto come canzone colonna sonora del video per la giornata mondiale della Croce rossa.

## Discografia come interprete

### Album in studio
- 1983 - Chaea (Ariston Music)

### Singoli
- 1982 - Fermami La Testa / Per Te (La Ciminiera Records)
- 1985 - Cuore Nero / Voglie (Targa)

## Discografia come produttore
- La donna di Ibsen (Irene Fargo)
- Come una Turandot (Irene Fargo)
- Daniele Silvestri (Daniele Silvestri)
- Prima di essere un uomo (Daniele Silvestri)
- Il dado (Daniele Silvestri)
- Sig. Dapatas (Daniele Silvestri)
- Se puoi uscire una domenica (I quattrocento colpi)
- Occhi da orientale (Daniele Silvestri)
- Unò-dué (Daniele Silvestri)
- Livre trânsito (Daniele Silvestri)
- Il latitante (Daniele Silvestri)
- Venere (Giuliodorme)
- Giuliodorme 2002 (Giuliodorme)
- Din Don (Luca De Paoli)
- Vitamine (Luca De Paoli)
- Sei (Bungt e Bangt)
- Indie (Domenico Imperato).

## Regista videoclip
- Din Don – Luca De Paoli 2005
- Monetine – Daniele Silvestri 2008

## Premi e riconoscimenti
- Italian Music Awards 2001 premiato come miglior produttore
- Italian Music Awards 2003 premiato come miglior produttore.